# Кат (рід)
Кат (Catha) — рід рослин родини бруслинових. Був описаний шотландським ботаніком Джорджом Доном в 1832 році.

## Види роду
Визнано три види роду:
- Catha abbottii (A.E.van Wyk & M.Prins)[3]
- Catha edulis (Vahl) Forssk. ex. Endl. Найбільш відомий під назвою кат.
- Catha transvaalensis (Codd)[4]